# Geras
Geras osztrák város Alsó-Ausztria Horni járásában. 2024 januárjában 1274 lakosa volt. 

## Elhelyezkedése

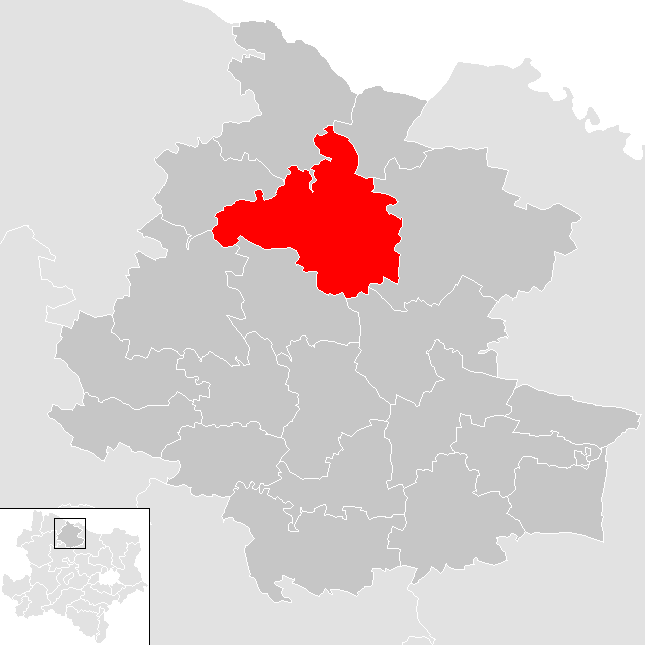
Geras a Horni járásban

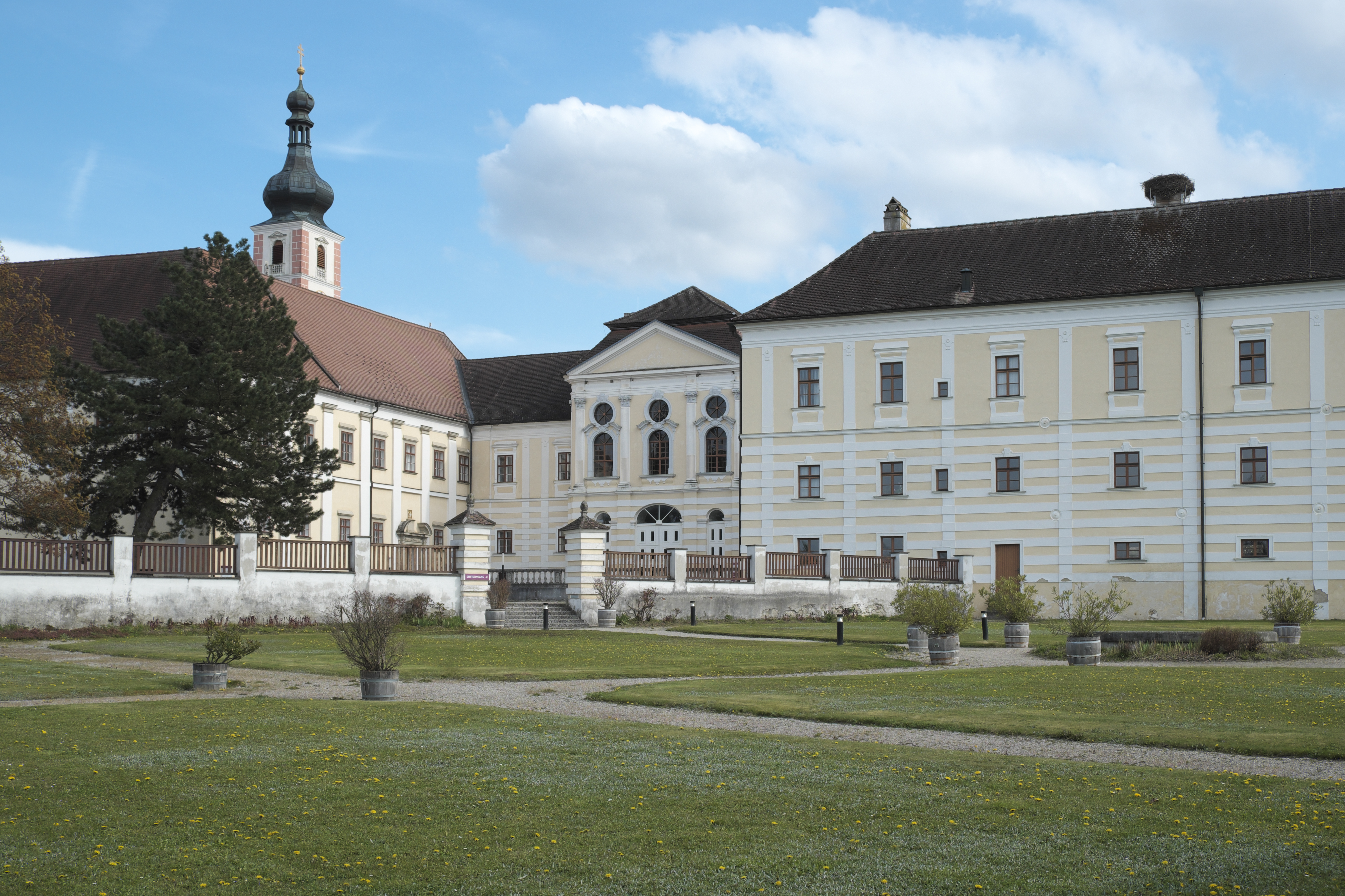
A gerasi apátság

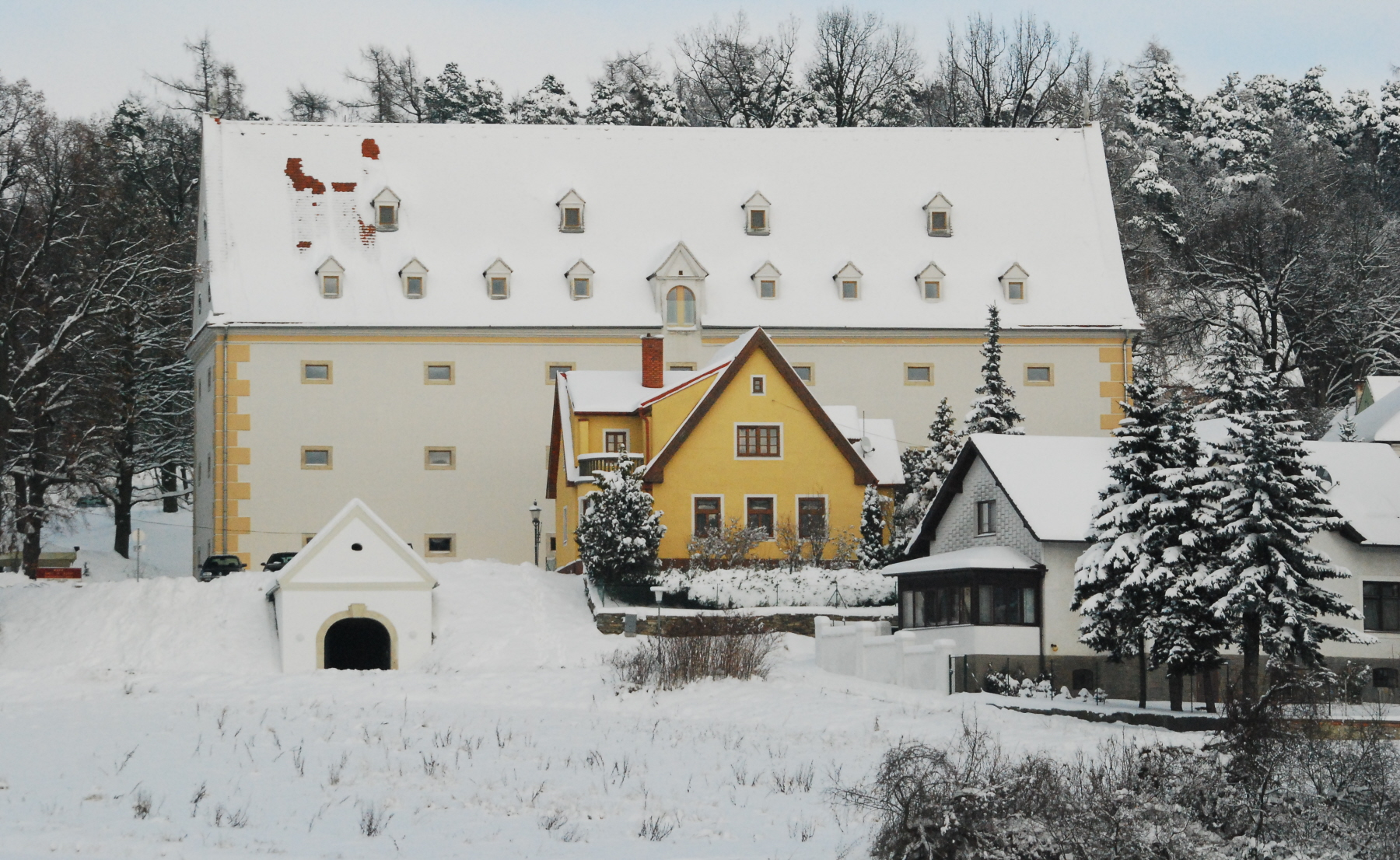
A volt magtár

Geras a tartomány Waldviertel régiójában fekszik a cseh határ közelében. Legnagyobb állóvizei a Langer Teich, az Edlerseeteich és az Oberhofteich. Területének 35,6%-a erdő, 58,7% áll mezőgazdasági művelés alatt. Az önkormányzat 12 települést egyesít: Dallein (140 lakos 2024-ben), Fugnitz (40), Geras (433), Goggitsch (129), Harth (69), Hötzelsdorf (160), Kottaun (73), Pfaffenreith (22), Purgstall (39), Schirmannsreith (45), Sieghartsreith (80) és Trautmannsdorf (44).
A környező önkormányzatok: északra Drosendorf-Zissersdorf, északkeletre Langau, keletre Weitersfeld, délkeletre Sigmundsherberg, délre Pernegg, délnyugatra Irnfritz-Messern, nyugatra Japons.

## Története
Geras premontrei kolostorát 1153-ban alapította II. Ulrich II Pernegg, ahová a csehországi Želiv apátságából hívtak szerzeteseket. A kis kolostor 1180 körül apátsággá vált, majd néhány évvel később az alapító család átadta azt a passaui püspökségnek. A 12. században a gerasi plébániát leválasztották a perneggi anyaegyházról, és az apátsági templom egyben plébániatemplom is lett.
A premontrei kolostort eredetileg kettős, férfi és női kolostorként alapították, de az apácák kezdettől fogva saját kolostorukban éltek Perneggben. A vagyon szintén a két kolostor közös tulajdonában volt; ez magába foglalta a környék nagy kiterjedésű földbirtokait és erdeit, valamint számos plébániát és filiálét, a hozzájuk tartozó tizeddel együtt.
A cseh határon fekvő kolostort több alkalommal is kifosztották. Állandóak voltak a perneggiekkel folytatott viták is. A 16. század közepén az apát és a szerzetesek áttértek a protestáns hitre. A perneggi apácakolostor 1585-ben kihalt, és a kolostort gerasi premontreiekkel népesítették be. A harmincéves háború alatt a kolostort és a falut többször kifosztották (1619-ben, 1620-ban és 1645-ben); 1620-ban és 1636-ban tűzvész is pusztított. Az újjáépítést Benedikt Lachten apát (1627-1632) kezdte meg és Johannes Westhaus (1650-1674), Geras valószínűleg legjelentősebb apátja fejezte be. Őt Geras második alapítójaként is emlegetik. Az apátság virágzott, és a környék vallási és kulturális központjává vált. Egy 1520 körül készült, csodatevőnek tartott Madonna-szobor sok zarándokot vonzott. 
Egy 1730-as nagy tűzvész után Nikolaus Zandt apát megbízásából Josef Munggenast építette fel a barokk stílusú új főépületet. Az apátsági templom is barokk belső teret kapott. II. József császár egyházrendeletét követően a perneggi kolostort felszámolták, a gerasit pedig az egyházközséghez rendelték. 
1928-ban Gerast városi rangra emelték. Az 1938-as Anschluss után a nemzetiszocialista kormányzat bezárta a kolostort, de 1945 után az egyház ismét visszakapta az épületeket. Ma az apátság továbbra is spirituális központként működik, egyben oktatási célokat is szolgál. 

## Lakosság
A gerasi önkormányzat területén 2024 januárjában 1274 fő élt. A lakosságszám 1910-ben érte el a csúcspontját 2622 fővel, azóta folyamatosan csökkenő tendenciát mutat. 2022-ben az ittlakók 95,6%-a volt osztrák állampolgár; a külföldiek közül 0,8% a régi (2004 előtti), 1,1% az új EU-tagállamokból érkezett. 0,2% az egykori Jugoszlávia (Szlovénia és Horvátország nélkül) vagy Törökország, 2,3% pedig egyéb ország polgára volt. 2001-ben a lakosok 95,7%-a római katolikusnak, 1% evangélikusnak, 0,1% mohamedánnak, 2,6% pedig felekezeten kívülinek vallotta magát. Ugyanekkor a legnagyobb nemzetiségi csoportot a németek (98%) mellett a csehek alkották 1%-kal.
A népesség változása:

| 2016 | 1 356 |
| 2018 | 1 325 |

## Látnivalók
- a gerasi apátság
- a 17. századi magtár

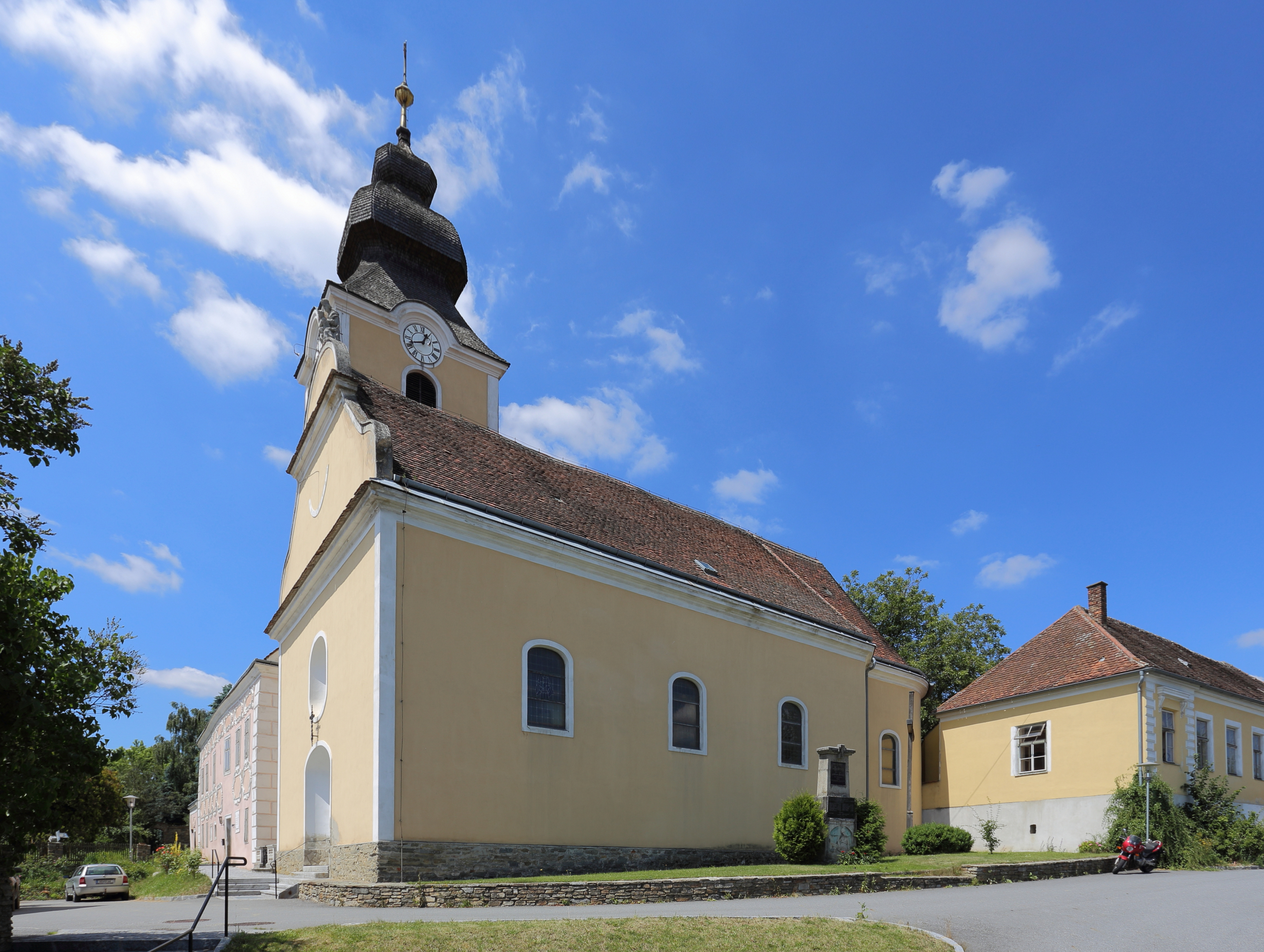
A Szt. Rókus-plébániatemplom

- a harthi Szt. Rókus-plébániatemplom
- a gerasi natúrpark

## Fordítás
- Ez a szócikk részben vagy egészben  a   Geras című német Wikipédia-szócikk ezen változatának fordításán alapul.  Az eredeti cikk szerkesztőit annak laptörténete sorolja fel. Ez a jelzés csupán a megfogalmazás eredetét és a szerzői jogokat jelzi, nem szolgál a cikkben szereplő információk forrásmegjelöléseként.